# Викторија (Канзас)
Викторија (енгл. Victoria) град је у америчкој савезној држави Канзас.

## Демографија
По попису из 2010. године број становника је 1.214, што је 6 (0,5%) становника више него 2000. године.
| Група             | 2000.         | 2010.         |
| Белци             | 1.192 (98,7%) | 1.193 (98,3%) |
| Афроамериканци    | 0 (0,0%)      | 3 (0,2%)      |
| Азијати           | 0 (0,0%)      | 0 (0,0%)      |
| Хиспаноамериканци | 10 (0,8%)     | 6 (0,5%)      |
| Укупно            | 1.208         | 1.214         |